# Принц-разбойник
«Принц-разбойник, брат короля» (англ. The Rogue Prince, or, a King's Brother) — повесть в жанре фэнтези американского писателя Джорджа Р. Р. Мартина, впервые опубликованная в 2014 году.
Действие повести происходит на вымышленном континенте Вестерос за полтора века до начала действия Игры престолов, во время правления короля Визериса I из дома Таргариенов. Центральная сюжетная тема — отношения между королём и его младшим братом Дейемоном, «принцем-разбойником», сначала претендовавшим на статус наследника Визериса, а позже женившимся на его дочери и наследнице Рейенире. В «Принце-разбойнике» намечается конфликт, который нашёл своё разрешение в повести «Принцесса и королева». Оба произведения стали частью большой книги «Пламя и кровь».
«Принц-разбойник», написанный от лица вымышленного архимейстера Гильдейна, должен был стать частью книги «Мир льда и пламени», но не вошёл в неё, так как «Мир…» становился слишком объёмным для заявленного изначально формата иллюстрированного путеводителя. Поэтому «Принц-разбойник» публиковался в составе других антологий.